# Allrussischer Mennonitischer Landwirtschaftlicher Verein
Der Allrussische Mennonitische Landwirtschaftliche Verein (AMLV) war in der Zeit der NEP (Neue Ökonomische Politik, 1921–1927) ein Zusammenschluss von mennonitischen Landwirten in der Sowjetunion. Er erlebte innerhalb seiner kurzen Existenz ein bemerkenswertes Wachstum. Nach der großen Hungersnot 1921–1922 wuchs die Anzahl der Kooperativen, die von dem AMLV ins Leben gerufen wurden, stetig. 1928 wurde der AMLV von der sowjetischen Regierung zur Auflösung gezwungen.

## Geschichte des AMLV

### Entstehung des AMLV 1922–1923
Nach der Oktoberrevolution 1917 wurden Peter F. Froese und Cornelius F. Klassen von den Mennonitengemeinden als Vertreter der Interessen der Mennoniten des Landes nach Moskau geschickt. Als Mitglieder des „Vereinigten Rates Religiöser Bruderschaften und Gruppen in Moskau“ hatten sie eine Grundlage für ihre Arbeit, die allerdings entfiel, als dieser Rat aufgelöst wurde. Daraufhin entstand die Notwendigkeit und der Wunsch, eine rein mennonitische Organisation ins Leben zu rufen. Zu diesem Zweck wurde im Oktober 1922 eine Konferenz mennonitischer Vertreter in Alexandertal (Alt-Samara) abgehalten, in welcher die Gründung einer Organisation für kirchliche und wirtschaftliche Belange der Mennoniten beschlossen wurde. Ein dazu gewähltes Komitee versammelte sich im November 1922 in Alexandertal und setzte nach sorgfältiger Überlegung ein Statut für den neu zu gründenden Allrussischen Mennonitischen Landwirtschaftlichen Verein auf. Da aber die Idee einer kirchlichen und wirtschaftlichen Vereinigung unter den Gesetzen der Sowjetunion nicht möglich war, wurde zusätzlich die Kommission für Kirchliche Angelegenheiten (KfK) gegründet.
Nach langwierigen Verhandlungen wurde das Statut für den Allrussischen Mennonitischen Landwirtschaftlichen Verein (AMLV) von dem Allrussischen Exekutivkomitee der Sowjets akzeptiert und im Oktober 1923 fand das erste Treffen der Vertreter in Alexandertal (Alt-Samara) statt. P. F. Froese, C. F. Klassen und F. F. Isaak wurden in das Exekutivkomitee gewählt. Um bei Notwendigkeit dringende Angelegenheiten zwischen den Sitzungen des Vereins zu regeln, wurde ein Rat aus Vertretern der größeren Ortschaften gebildet.

### Entwicklung des AMLV bis 1927
Der AMLV tagte vier Mal: in Alexandertal 1923, in Davlekanovo 1924 und in Moskau 1925 und 1927. Die Treffen der Vertreter und auch der Verein selbst spielten eine wichtige Rolle als Verbindungsglied zwischen den einzelnen Mennonitensiedlungen. Der AMLV vertrat die Ansiedlungen Alt-Samara, Ufa, Orenburg, Am Trakt, im Nordkaukasus, auf der Krim, in Westsibirien, in Kasachstan und Turkestan – mit anderen Worten alle Ansiedlungen außer denen in der Ukraine.
Der AMLV bestand aus 19 größeren lokalen Organisationen und 56 Unterorganisationen. Enthalten waren 4.965 Familienwirtschaften (80 % aller Bauernwirtschaften) mit rund 44.000 Personen – etwa ⅖ der Mennoniten in der Sowjetunion, die übrigen ⅗ lebten in der Ukraine.
Die Arbeit in allen Bezirken bezog sich in erster Linie auf die Verbesserung des Saatgutes und des Viehbestands. Es wurden Samen der ersten, zweiten und dritten Reproduktion produziert, ebenso wie Auswahlsaatgut. Die Produkte der mennonitischen Saatgutgenossenschaften waren bei den staatlichen Versuchsanstalten hoch angesehen. Auch im Bereich der Viehzucht waren wesentliche Errungenschaften zu verzeichnen. In Sibirien und in den Steppen Orenburgs war es das deutsche Rotvieh, an der Wolga die Holländische und die Simmenthaler Kuh. Auch die Milchwirtschaft erzielte hervorragende Erfolge, besonders in der Käseherstellung. Tilsiter und Holländischer Käse in hervorragender Qualität behaupteten sich auf dem Markt. Des Weiteren gab es nennenswerte Betriebe zur Veredelung von Weizen, ebenso wie Maschinen-Traktor-Stationen.
Der AMLV hatte auch Vertreter im Ausland: A. A. Friesen in Nordamerika, Benjamin H. Unruh und A. J. Fast in Deutschland.
Die wertvolle Hilfe, die Russland durch die American Mennonite Relief bekam und die bedeutenden Vorzüge des Netzwerkes des AMLV ermöglichte es den Mennoniten, eine wiederholte Erlaubnis in Moskau zu erwirken, die der überschüssigen Bevölkerung der mennonitischen Dörfer die Auswanderung gestattete. Dies galt nicht als „Emigration“, sondern lediglich als Abhilfe für die Überbevölkerung.
Im Laufe mehrerer Jahre machten die Bemühungen der Vertreter in Moskau es einigen Mennoniten möglich, das Land zu einem geringeren Preis zu verlassen. 1925–1926 koordinierte Franz C. Thiessen die technische Seite der Emigration unter der Schirmherrschaft des AMLV. 1927 wurde die mennonitische Auswanderung aus der Sowjetunion praktisch gestoppt. Die große Achtzimmerwohnung in der Taganskaja uliza, die als Niederlassung des AMLV in Moskau diente, wurde zum Zentrum für alle Mennoniten, die Moskau besuchten.
Von Mai 1925 bis Dezember 1926 publizierte der AMLV die Zeitung Der Praktische Landwirt unter dem Motto: „In der Einheit liegt die Kraft.“

### Das Verhältnis des AMLV zur sowjetischen Regierung
Während seines gesamten Bestehens war der AMLV gezwungen um seine Funktion und sogar um sein Existenzrecht zu kämpfen. Besonders bedrängt wurde es von der Deutschen Abteilung der Kommunistischen Partei der Sowjetunion. Aber auch die russischen Wirtschaftsunternehmer sahen ihn als einen Fremdkörper in der sowjetischen Kooperativbewegung an. Einer von ihnen schlug seine Auflösung aus folgenden Gründen vor:
1. Der AMLV hat unter den Mennoniten die Illusion genährt, sie hätten das Recht auf ihre eigenen Organisationen und auf unabhängige Entwicklung.
2. Der AMLV stellt ein Hindernis in der Sowjetisierung der mennonitischen Siedlungen dar.
3. Vom Standpunkt der sowjetischen Politik war es ein Fehler der zentralen Regierung, den AMLV anzuerkennen, weil sie dadurch den mennonitischen Separatismus gefördert hat, der nicht zu dem Programm der Nationalitätenpolitik der Sowjetunion passt.

1927 war es offensichtlich, dass die Kommunistische Partei den AMLV nicht auf administrativem Wege auflösen würde, sondern indem sie ihn finanziell drosselte und die lokalen Organisationen aus dem Netzwerk der gesamten Körperschaft zog. Der Verein sollte ins Defizit getrieben und dadurch in den Augen seiner Mitglieder kompromittiert werden. Es wurde ein Gerichtsprozess gegen den AMLV angezettelt, den der Verein natürlich verlor.
Als 1927 die NEP-Periode zur Neige ging, hatte die Partei bereits ein Kollektivierungsprogramm beschlossen. Der AMLV konnte nun nicht mehr länger existieren und im Sommer 1928 war das Exekutivkomitee gezwungen, den Vorschlag der zentralen Körperschaft der sowjetischen landwirtschaftlichen Kooperativen (selskossoyus), den AMLV zu liquidieren, zuzustimmen. Im Jahr der großen wirtschaftlichen Revolution, 1929, begann die große Katastrophe für die mennonitischen Gemeinden.

## Wichtige Vertreter des AMLV
- Peter F. Froese
- Cornelius F. Klassen (1894–1954)
- Johann W. Ewert aus Alexandertal
- Hermann Fr. Dyck